# 10Base5

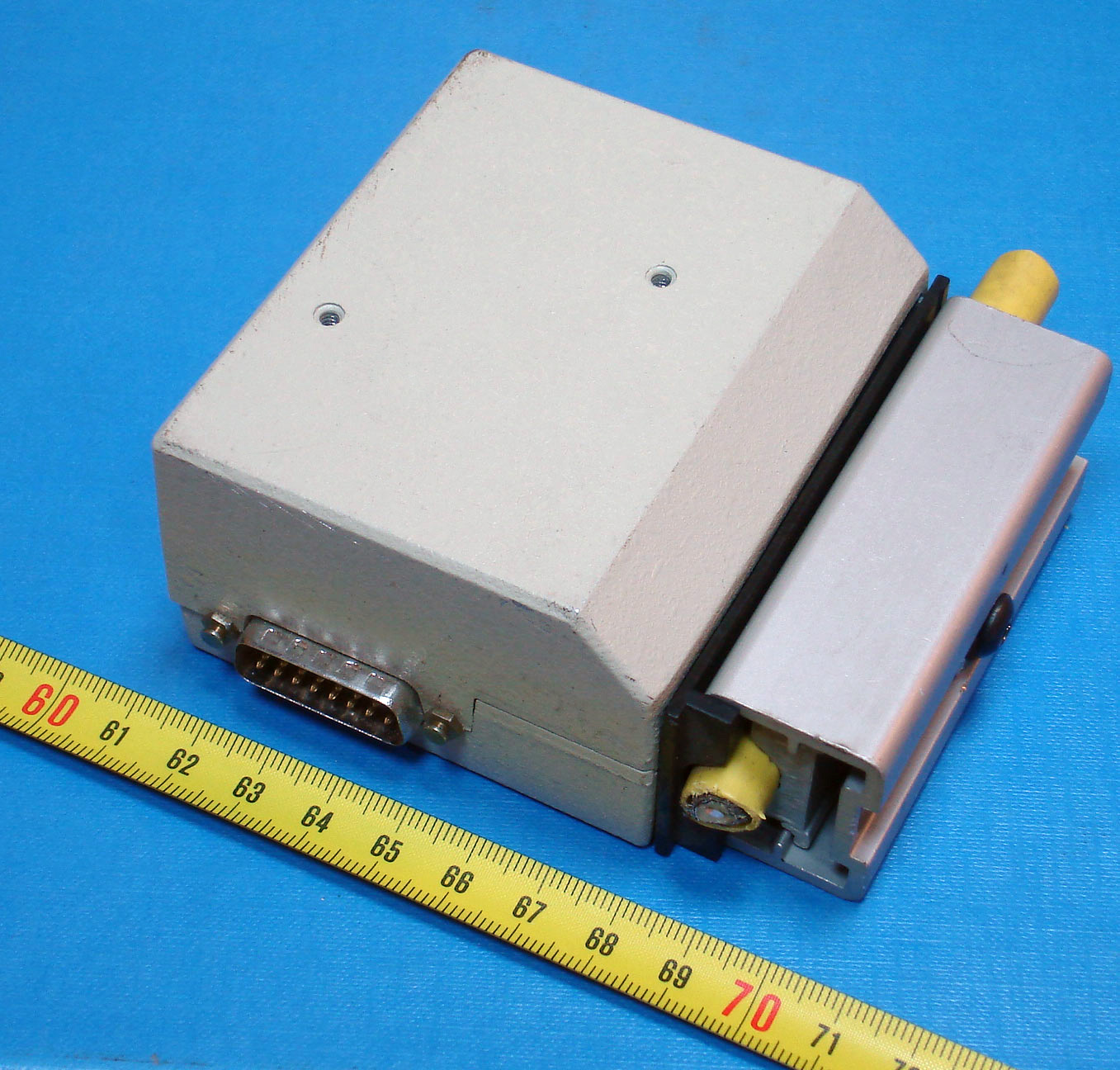
Un transceptor para 10BASE5.

También conocida como Thick Ethernet (Ethernet grueso), es la Ethernet original. Fue desarrollada originalmente a finales de los años 1970 pero no se estandarizó oficialmente hasta 1983.
Utiliza una topología en bus, con un cable coaxial que conecta todos los nodos entre sí. En cada extremo del cable tiene que llevar un terminador. Cada nodo se conecta al cable con un dispositivo llamado transceptor.
El cable usado es relativamente grueso (10mm) y rígido. Sin embargo es muy resistente a interferencias externas y tiene pocas pérdidas. Se le conoce con el nombre de RG8 o RG11 y tiene una impedancia de 50 ohmios. Se puede usar conjuntamente con el 10Base2.
La señal es sacada del bus mediante conexiones vampiro, entre las cuales debía
haber una distancia mínima de 2,5 m. La conexión vampiro se basaba en pinchar el bus con una clavija y hacer contacto con el núcleo del cable del bus, y así poder conectarte a la red. Este tipo de conexión se utilizaba mucho para conectarte a la red y hacer uso de esta sin permiso del propietario. El problema de esta conexión era que al propietario, con cada conexión vampiro que se añadía a la red, ésta perdía ancho de banda y cuando eran demasiadas el propietario se resentía del excesivo abuso de estas.

## Características
- Tipo de cable usado: coaxial RG8, RG9 o RG11
- Tipo de conector usado: AUI
- Velocidad: 10 Mbit/s
- Topología usada: bus
- Mínima distancia entre trasceptores: 2.5 m
- Máxima longitud del cable transceptor: 50 m
- Máxima longitud de cada segmento: 500 m
- Máxima longitud de la red: 2500 m
- Máximo de dispositivos conectados por segmento: 100
- Sigue la regla 5−4−3: es una norma que limita el tamaño de las redes.

## Ventajas
- Es posible usarlo para distancias largas.
- Tiene una inmunidad alta a las interferencias.
- Conceptualmente es muy simple.

## Inconvenientes
- Inflexible. Es difícil realizar cambios en la instalación una vez montada.
- Intolerancia en los tramos entre nodos para averiguar cuál falla.

## Aplicaciones en el 2007
Debido a los inconvenientes antes mencionados, en 2007 10 Base−5 ya no se emplea para montaje de redes locales. 
Su última utilidad fue como "Backbone". Básicamente un backbone se usa para unir varios hubs de 10BaseT cuando la distancia entre ellos es grande, por ejemplo entre plantas distintas de un mismo edificio o entre edificios distintos. Hoy en día ha sido sustituida casi en su totalidad, utilizándose en su lugar enlaces de fibra óptica.
- 10 indica que la velocidad máxima de transmisión 10 Mbit/s.
- BASE es contracción de señalización en Banda base.
- 5 Indica que la longitud máxima del segmento es de 500 metros.